# Hazenita
La hazenita es un mineral de fosfato hidratado con fórmula química de KNaMg2(PO4)2 .14H2O, por lo tanto, es un fosfato de magnesio alcalino hidratado. Es miembro del grupo de la estruvita. 
Se describió por primera vez adyacente al Mono Lake, California, y recibió su nombre por Robert M. Hazen del Carnegie Institute . Fue aprobado como nuevo mineral el 28 de febrero de 2008 por la Comisión de Nuevos Minerales de la Asociación Mineralógica Internacional .
Ocurre como grupos de cristales asociados a restos de cianobacterias descompuestas en calcita o aragonita.  Es precipitado por microbios cuando el lago ha estado seco durante tanto tiempo que los niveles de fósforo se acumulan, envenenando a los microbios. Eliminan el exceso de fósforo excretando cristales de hazenita. Los cristales desaparecen cuando llueve o sube el nivel del lago.